# Epicephala sphenitis
Epicephala sphenitis är en fjärilsart som beskrevs av Edward Meyrick 1931. Epicephala sphenitis ingår i släktet Epicephala och familjen styltmalar. Inga underarter finns listade i Catalogue of Life.